# John S. Bigby

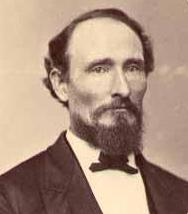
John S. Bigby

John Summerfield Bigby (* 13. Februar 1832 bei Newnan, Georgia; † 28. März 1898 in Atlanta, Georgia) war ein US-amerikanischer Politiker. Zwischen 1871 und 1873 vertrat er den Bundesstaat Georgia im US-Repräsentantenhaus.

## Werdegang
John Bigby besuchte die öffentlichen Schulen seiner Heimat und danach bis 1853 das Emory College in Oxford (Georgia). Nach einem anschließenden Jurastudium und seiner im Jahr 1856 erfolgten Zulassung als Rechtsanwalt begann er in Newnan in seinem neuen Beruf zu arbeiten. Politisch trat er erst nach dem Bürgerkrieg als Mitglied der Republikanischen Partei in Erscheinung. In den Jahren 1867 und 1868 war er Delegierter auf einer Versammlung zur Überarbeitung der Staatsverfassung von Georgia. Im gleichen Zeitraum war er auch Staatsanwalt im Gerichtsbezirk von Tallapoosa. In diesem Bezirk fungierte er von 1868 bis 1871 auch als Richter.
Bei den Kongresswahlen des Jahres 1870 wurde Bigby im dritten Wahlbezirk von Georgia in das US-Repräsentantenhaus in Washington, D.C. gewählt, wo er am 4. März 1871 die Nachfolge von Marion Bethune antrat. Da er bei den Wahlen des Jahres 1872 dem Demokraten Philip Cook unterlag, konnte er bis zum 3. März 1873 nur eine Legislaturperioden im Kongress absolvieren. Bis 1965 war er der letzte Republikaner, der den dritten Distrikt von Georgia im US-Repräsentantenhaus vertrat.
Nach seinem Ausscheiden aus dem Kongress arbeitete Bigby als Rechtsanwalt in Atlanta. Im Jahr 1876 war er Delegierter zur Republican National Convention in Cincinnati, auf der Rutherford B. Hayes als Präsidentschaftskandidat nominiert wurde. Im gleichen Jahr wurde er Präsident der Eisenbahngesellschaft Atlanta & West Point Railroad. John Bigby starb am 28. März 1898 in Atlanta.